# Nuestro Padre Jesús de la Salud (Montes de Oca)
Nuestro Padre Jesús de la Salud, también conocido como «Manué», fue una obra atribuida a José Montes de Oca y realizada posiblemente en 1738. Destruida en 1936, estaba ubicada en la Iglesia de San Román de Sevilla (Andalucía, España).

## Historia

### Hermandad de los Gitanos
La Hermandad de los Gitanos, a la que pertenecía la imagen, fue instaurada, mediante decreto del 9 de agosto de 1753 del arzobispo de Sevilla Luis de Borbón y Farnesio, en el desaparecido Convento del Espíritu Santo de Triana, siendo las primeras ordenanzas aprobadas el 7 de diciembre de ese año. No obstante, la hermandad se vio obligada a abandonar esta sede, que a la vez fungía como hospital, en apenas unos pocos meses ante el rechazo del prior a que la cofradía se asentase allí, argumentando para ello el hecho de que la Hermandad de las Tres Caídas (actual Hermandad de la Esperanza de Triana), entonces emplazada en la Iglesia de Santa Ana, había expresado su deseo de retornar a la iglesia conventual, lugar donde contaba con una capilla desde 1676.
Por otro lado, el 24 de diciembre de 1738 el escultor José Montes de Oca dejó constancia ante escribano público de que había realizado «una efixie de un Santo Xpto. de las Tres Caídas de escultura en mill y doscientos rrs» con destino al Convento del Espíritu Santo ya que la obra había sido creada para su prior, Baltasar José de Frías. El abandono del cenobio por parte de la Hermandad de las Tres Caídas había tenido lugar tan solo dos años antes, en 1736, después de haber tenido éxito en varios pleitos contra los religiosos, quienes querían evitar a toda costa que la cofradía se llevase consigo todas sus imágenes, además de los enseres, a la Iglesia de Santa Ana; este hecho lleva a pensar que, ante la ausencia dejada por el Cristo de las Tres Caídas, la comunidad decidió suplir su falta con otra imagen, lo que explicaría la comisión de una talla cristífera a Montes de Oca poco después del cambio de sede de la cofradía. Irónicamente, la hermandad regresaría al cenobio en el último cuarto del siglo xviii; tras dejar la Iglesia de Santa Ana con motivo de los devastadores efectos del terremoto de Lisboa en 1755, cambiaría su ubicación al Convento de los Remedios, donde permanecería de 1756 a 1776, asentándose por un breve periodo de tiempo en la Capilla del Cristo de la Sangre y Nuestra Señora de la Encarnación.
Tras su expulsión, la Hermandad de los Gitanos encontró asilo en 1754 en el Convento del Pópulo; hay constancia de que desde dicho lugar efectuó su primera procesión, en 1757, con las tallas de Nuestro Padre Jesús de la Salud y la Virgen de las Angustias, portando varios enseres los cuales fueron cedidos, curiosamente, por la Hermandad de las Tres Caídas (estos enseres consistían en cuatro faldones negros para cada una de las imágenes). Producto de la desamortización, el Convento del Pópulo fue convertido en cárcel y la Hermandad de los Gitanos se trasladó en consecuencia a la Iglesia de San Esteban en 1837, cambiando su sede en 1860 a la Iglesia de San Nicolás e instalándose en la Iglesia de San Román en 1880, donde permanecería hasta su incendio en 1936.

### Origen y atribución

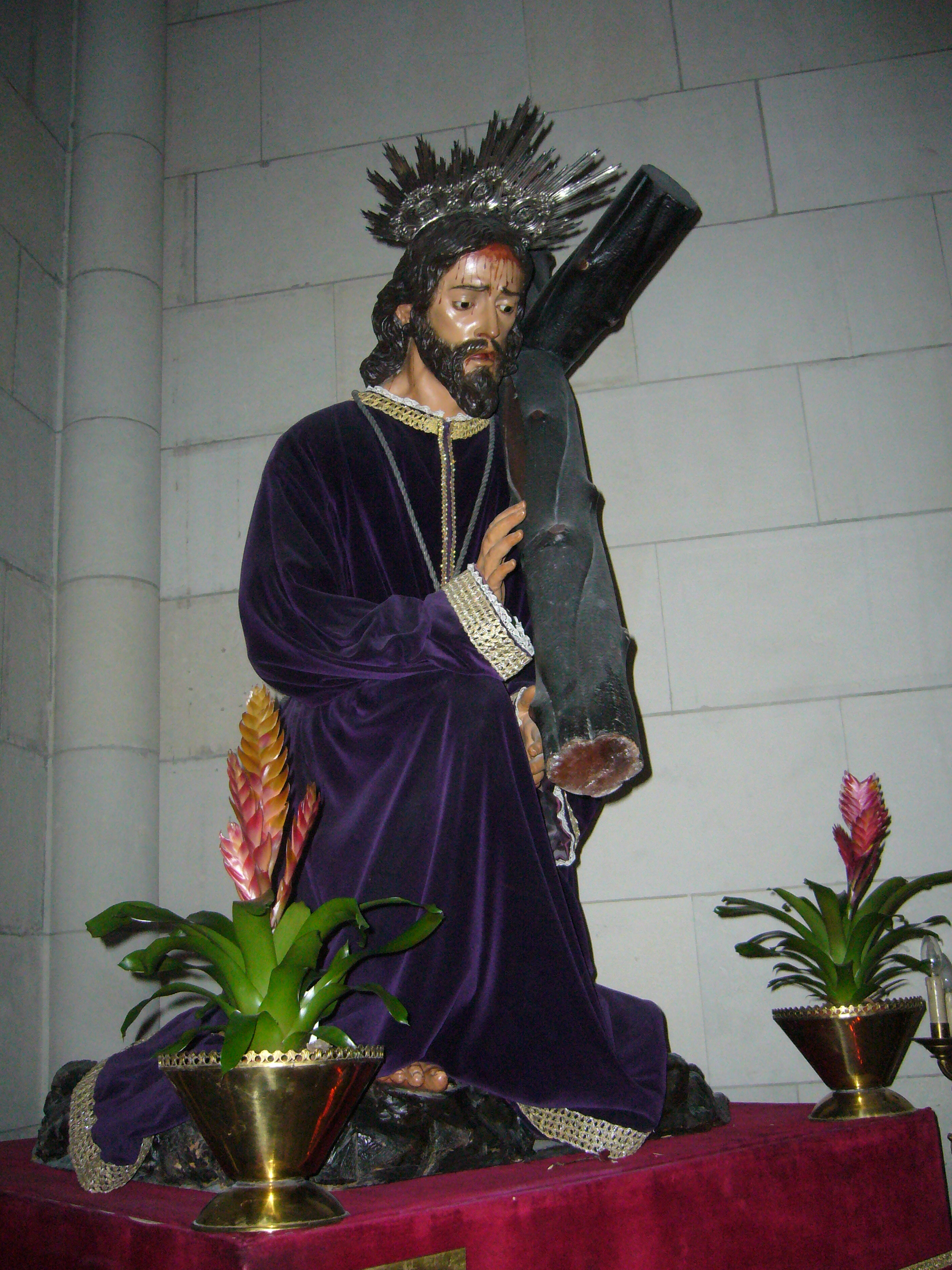
Cristo de las Misericordias (s.), atribuido a Juan Martínez Montañés. Catedral de la Almudena.

De acuerdo con Antonio Torrejón Díaz, la imagen tallada por Montes de Oca se correspondería con Nuestro Padre Jesús de la Salud, obra que podría haber ido a parar a la Hermandad de los Gitanos, junto con una talla dolorosa realizada también por Montes de Oca en 1738 (supuestamente la Virgen de las Angustias), a raíz de una cesión por parte del convento con motivo de la fundación de la cofradía; tras la marcha forzosa de la hermandad, el prior podría haber decidido ser considerado con ella y permitirle quedarse con las dos imágenes a modo de compensación por su expulsión, hecho que por otro lado llevaría a la comunidad de religiosos no solo a quedarse sin Nuestro Padre Jesús de la Salud y sin la Virgen de las Angustias, sino también sin el Cristo de las Tres Caídas y sin Nuestra Señora de la Esperanza ya que la hermandad trianera, pese a su deseo de regresar al convento, no retornaría hasta muchos años después. Siguiendo esta hipótesis, y debido a que la imagen de Montes de Oca representaba a Cristo bajo la advocación de las Tres Caídas, la talla de la Hermandad de los Gitanos tuvo en consecuencia que ser modificada para dejar de representar a Jesús en su tercera caída y mostrarlo de camino al Gólgota, lo que a su vez habría derivado en el cambio de nombre a Nuestro Padre Jesús de la Salud. Así mismo, en caso de ser cierta esta tesis, la pieza bien podría haber sido reformada por el propio Montes de Oca, quien habría acometido esta labor poco antes de su muerte. No obstante lo anterior, en las Sagradas Reglas de la hermandad se cita como posibles autores a Juan Martínez Montañés y Pedro Duque Cornejo, mencionándose a Montes de Oca como artífice únicamente de la Virgen de las Angustias. Del mismo modo, de acuerdo con las Sagradas Reglas la imagen fue donada por María «La Pajarita», cuyo marido, cocinero de profesión, había hecho fortuna en América; a su regreso a Sevilla en tiempos de la fundación de la hermandad, habría decidido contribuir con la donación de la talla,: 2  para cuyo encargo habría gastado parte de su fortuna, invirtiendo el resto del dinero en la adquisición de una lujosa túnica bordada en oro y terciopelo. De acuerdo con José Bermejo y Carballo:  

La Imagen del Señor, titular de esta Hermandad es de singular hermosura y de mucha devocion. Sobre su procedencia ó adquisicion dicen algunos hermanos, como cosa tradicional, que fué donada por una mujer, conocida por María La Pajarita cuyo marido, por su pobreza, habiendo ido á America, de cocinero en un buque, hizo allí caudal. Y volviendo á Sevilla en el tiempo en que se trataba de la fundación de esta Hermandad, como él y su mujer eran personas devotas, ricas y sin hijos, tomaron parte en la empresa, y entre otros donativos hizo ésta el de la expresada Efigie.: 258 

El esposo de esta mujer, llamada María García (después de Vargas el apellido más común entonces en la comunidad gitana de Sevilla, y en especial de Triana), era Sebastián Miguel de Varas y Miranda, fundador de la hermandad. En 1748, un año antes de que se produjese una gran batida contra los gitanos, tanto García como Varas se encontraban de regreso en la capital hispalense ya que hay constancia de su intervención como padrinos en la ceremonia bautismal de un chavorrillo en la Iglesia de Santa Ana, dato descubierto por Juan de Dios Ruiz Sambruno.: 23–29  Se desconoce en qué medida ambos se vieron afectados por las detenciones de los gitanos en 1749; en caso de seguir en América en 1746, podrían haberse salvado puesto que el censo de la población gitana de dicho año es el que se usó para efectuar los arrestos. Una de las medidas llevadas a cabo junto con la detención y pena de trabajos forzados consistía en la confiscación de la totalidad de los bienes del reo; esto habría provocado la pérdida de la pequeña fortuna ganada en el extranjero por el matrimonio, algo que al parecer no sucedió. En el censo de los gitanos de 1783, mandado hacer por el rey Carlos III, los dos, ya en edad avanzada, figuran a cargo de una hija y dos nietos, si bien Sebastián, quien consta como navegante, solo aparece con el apellido Miranda; este detalle puede deberse bien a un error por parte del funcionario que llevó a cabo la anotación o bien por el deseo del hombre de pasar lo más desapercibido posible por temor a represalias como la de 1749.
Luis Pérez Porto complementó la información de Bermejo y Carballo aportando datos acerca del origen de la talla, aunque cometió el error de asegurar que el matrimonio no tenía hijos:

Se desconoce quien fuera el autor de la Sagrada imágen del Señor, que es muy devota y según nos aseguran fué traida a esta ciudad y donada a la hermandad por una mujer conocida con el nombre de «María La Pajarita», la que no teniendo dinero para su manutención se fué a América con su esposo, y habiéndose hecho allí de fortuna volvió a esta ciudad con la expresada efigie al mismo tiempo que se fundó esta hermandad y como no tenían hijos y eran personas de devoción se las donó a los cofrades.: 147 

De acuerdo con los testimonios de antiguos miembros de la hermandad y sobre todo según los Campos, familia que fue transmitiendo la cofradía de padres a hijos, la talla de Nuestro Padre Jesús de la Salud llegó a Sevilla procedente de América, circunstancia que acercaría la obra a Martínez Montañés ya que el taller del escultor facturó varias obras con destino a diversas ciudades ubicadas en ultramar una centuria antes de la creación de la hermandad, si bien Duque Cornejo también ejecutó algunas piezas para Hispanoamérica. De ser cierta la procedencia extranjera de la imagen, la postura defendida por Torrejón Díaz quedaría invalidada ya que no hay constancia de que la obra creada por Montes de Oca saliese nunca del territorio español, además de haber sido ejecutada expresamente para el prior del convento en vez de para el matrimonio gitano, a lo que se suma la teoría esgrimida por Jesús Porres Benavides, quien considera que la imagen cristífera creada en 1738 podría tratarse de una talla llevada a Madrid por una familia de Sevilla la cual se correspondería con el Cristo de las Misericordias venerado en la Catedral de la Almudena,: 147  aunque el mismo se atribuye generalmente a Martínez Montañés.

### Destrucción
La imagen de Nuestro Padre Jesús de la Salud resultó destruida la noche del 18 al 19 de julio de 1936 a causa del incendio desatado en la Iglesia de San Román. Ubicado el templo en el centro del denominado «Moscú sevillano», la tarde del 18 de julio, un día después del estallido de la guerra civil, el barrio se hallaba en calma puesto que los republicanos no lo habían ocupado, aunque una manifestación compuesta por varias decenas de personas atravesó la zona en dirección al centro, concretamente a la calle Luna ya que allí había una sede sindical, con el fin de conseguir armamento. Debido a que en la calle Luna no lograron su propósito, pusieron rumbo al cuartel emplazado en la Alameda, donde algunos se apoderaron de un fusil y otros de una pistola, recibiendo quienes aún no habían obtenido un arma la orden de formar barricadas para defender el Casco Norte. Cuando los manifestantes llegaron al barrio fueron testigos del incendio desatado en la Iglesia de Omnium Sanctorum; alentados por este atentado, decidieron proseguir con el asalto e incendiaron la Iglesia de San Marcos y la Iglesia de San Román; esta última ardió durante toda la noche del 19 de julio, pese a lo cual el fuego no llegó a afectar a los inmuebles colindantes en las calles Sol y Enladrillada. Como resultado del incendio, todo el contenido del templo quedó reducido a escombros, pudiendo apreciarse la mañana del 19 de julio varios trozos de madera procedentes del techo aún en llamas.
Casualmente, ni aquella noche ni las precedentes hubo vigilancia alguna por parte ni de carlistas ni de gitanos, quienes llevaban un tiempo montando guardia para prevenir cualquier asalto al templo. Entre los vigilantes se encontraba la familia Barrau, miembro de la Hermandad del Valle y a su vez perteneciente al tercio de requetés de la Virgen de los Reyes; cada día se turnaban con los gitanos de la hermandad para cuidar las obras de arte sacro, en especial las imágenes (uno de los gitanos tenía por costumbre dialogar sobre sus asuntos personales con la talla de Nuestro Padre Jesús de la Salud mientras fumaba un cigarrillo). En lo tocante a los autores del incendio, se cree que no se trataba de gente que residiese en el barrio puesto que todos los habitantes de la zona, independientemente de su ideología política, respetaban a la hermandad, lo que en la actualidad lleva a considerar como responsables a rebeldes procedentes del extrarradio, en concreto de áreas de fuerte simpatía republicana como Amate, lugar del que partieron los grupos que más tarde prenderían fuego a la mayoría de las iglesias de la ciudad hispalense.

### Posible supervivencia

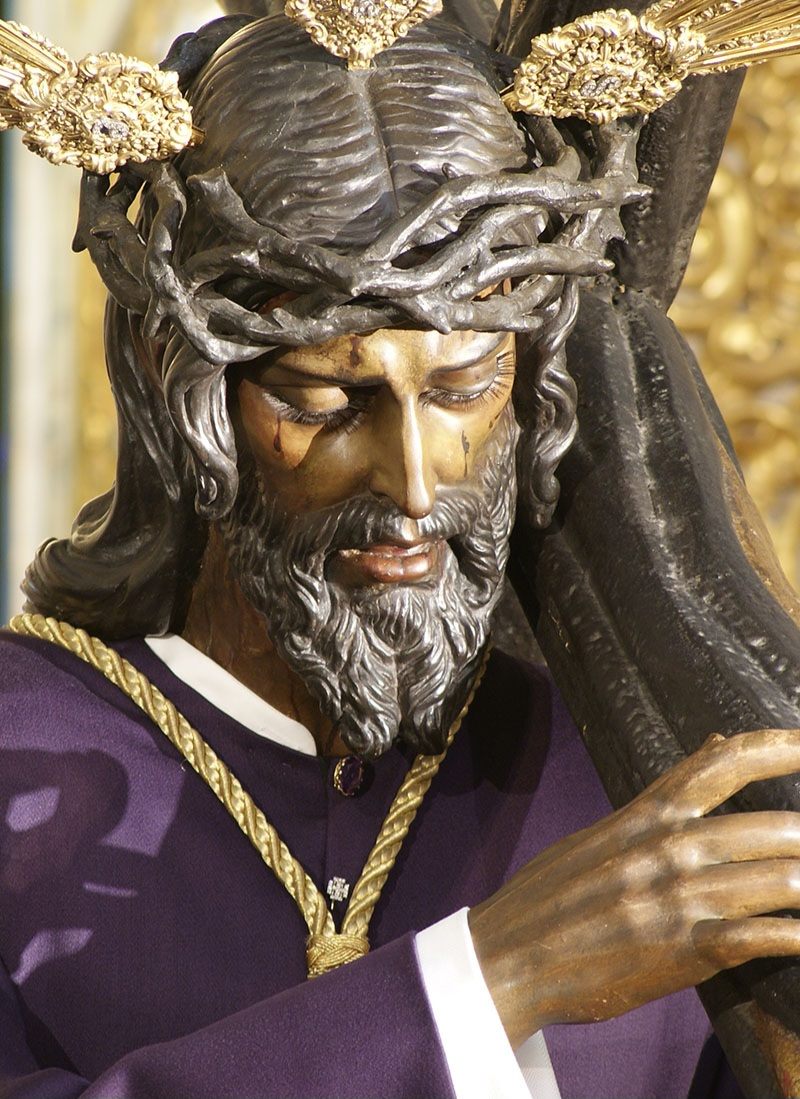
Nuestro Padre Jesús de la Salud (1938), por José Rodríguez Fernández-Andes.

En ese tiempo la Hermandad de los Gitanos se hallaba bajo el mando de, entre otros, las familias Vega y Moreno, residentes en Triana, fungiendo José Vega Niño como hermano mayor al momento del incendio; tan pronto tuvieron noticia del fuego, se subieron a un taxi en Triana y se dirigieron a la Iglesia de San Román, siendo detenidos por la Guardia de Asalto en el puente de Isabel II, motivo por el que no pudieron llegar a tiempo de sofocar las llamas. El 18 de julio tanto Nuestro Padre Jesús de la Salud como la Virgen de las Angustias se hallaban en su altar, ubicado en la Capilla de la Virgen de la Granada; el hecho de que no quedase, en apariencia, absolutamente nada de ambas imágenes levantó las sospechas de que las tallas fueron salvadas y ocultadas, si bien esta tesis carece de verosimilitud debido a que una vez sofocado el fuego, los habitantes del barrio recogieron los escombros para su uso en el levantamiento de barricadas, por lo que lo más probable es que los restos carbonizados de ambas piezas terminasen formando parte de una trinchera.
Otro hecho que dio pie a la teoría de la supervivencia de las imágenes fue la presencia en el templo de la práctica totalidad de los enseres de la hermandad en pleno verano, época en que lo habitual era que estuviesen guardados en las casas de los cofrades; esta extraña circunstancia que provocó la pérdida del manto de la Virgen y los pasos procesionales propició la leyenda de que en realidad ambas tallas se encontraban a buen recaudo en las viviendas de los miembros de la cofradía, quienes posteriormente afirmarían que se habían quemado para ocultar su supuesta venta, obviando esta hipótesis la imposibilidad de extraer las tallas del templo en aquel entonces dada la presencia de barricadas y el hecho de que los habitantes del barrio no creían que se fuese a producir un asalto. Lo único que se salvó del fuego fueron una saya de la Virgen en tono burdeos atribuida a Juan Manuel Rodríguez Ojeda, dos libros de regla y un cíngulo.

### Sustitución
En 1938 José Rodríguez Fernández-Andes talló la actual imagen de Nuestro Padre Jesús de la Salud. Esta obra, policromada por Juan Balcera y Guillermo Bonilla y donada a la cofradía por la esposa del letrado sevillano Juan Peinado, fue bendecida en la Iglesia de Santa Catalina (sede provisional de la hermandad) el 10 de abril de 1938,: 3–4  siendo trasladada a la Iglesia de San Román el 1 de enero de 1950 junto con la nueva talla de la Virgen de las Angustias, también de Fernández-Andes. Realizada siguiendo fielmente la obra de Montes de Oca, en 1969 José Paz Vélez labraría una nueva corona de espinas dándole un aspecto más arbóreo, mientras que en 1979 la cofradía encargó un nuevo cuerpo a Luis Álvarez Duarte, imaginero que lo talló posicionando la imagen con una prominente zancada que no fue del gusto de la hermandad, motivo por el que en 1982 sería reemplazado por otro cuerpo el cual mostraba la pose inicial. Su última restauración, acometida en dos fases, tuvo lugar en 2002 y 2004 por parte de Enrique Gutiérrez Carrasquilla, quien efectuó labores de conservación además de tallar una nueva peana.

## Descripción

### Talla
La imagen, de gran plasticidad, hacía gala de una enorme calidad y seguía fielmente el modelo trazado por la talla de Nuestro Padre Jesús sin Soga (también conocido como Jesús Cansado), obra de Montes de Oca en 1732 para la desaparecida Capilla de San Gregorio de Écija. La imagen de la Hermandad de los Gitanos mostraba el realismo y dramatismo característicos del entallador, si bien Torrejón Díaz considera que la pieza fue obra del taller del maestro, destacando a su vez su notable corpulencia y nivel de vigorosidad. La cabeza aparecía levemente inclinada y entornada a la derecha al estilo de Martínez Montañés, con el cabello muy detallado y perfilado por mechones a ambos lados. El rostro exhibía un dramático gesto de resignación, con la mirada dirigida al suelo, la boca a medio abrir y los pómulos salientes. La corona de espinas que lucía era postiza y de la misma había varios modelos, siendo la más popular la que realizó Joaquín Bilbao en 1925 (la imagen portaba además tres potencias cuando era sacada en procesión). Respecto a las manos, estas poseían también un elevado grado de realismo y expresividad, muy del estilo del catálogo de Montes de Oca, mientras que los pies dejaban patente una calidad inferior al presentar un acabado mucho menos cuidado, lo que podría haber sido fruto de una intervención posterior. Por último, en la espalda, según el testimonio de Francisco Vega Moreno, vestidor de la imagen, había una suerte de sello o anagrama pintado en rojo, detalle que tal vez podría haber revelado su autoría.

### Ajuar
En lo tocante al ajuar, la imagen contaba con túnicas lisas de las cuales se desconoce el color, aunque se cree que debían ser moradas o púrpuras, además de una prenda con bordados en oro que fue estrenada el 15 de abril de 1892 la cual se atribuye a Rodríguez Ojeda dado su gran parecido con la túnica de los cardos del Jesús de la Sentencia, obra realizada en el taller de su hermana Josefa Rodríguez Ojeda siguiendo un diseño del propio Juan Manuel. Destacaba a su vez una túnica en tono hueso confeccionada en tisú de oro y bordada siguiendo la técnica de recorte por las hermanas Rosario, Concepción y Carmen Farfán García; esta prenda, inspirada en la túnica persa del Jesús del Gran Poder realizada por Rodríguez Ojeda en 1908, fue dibujada y regalada en 1925 por el padre de las hermanas, Francisco Farfán Ramos, quien trabajaba como ebanista además de ser proyectista cofradiero.